# لانه‌گزینی (جنین انسان)

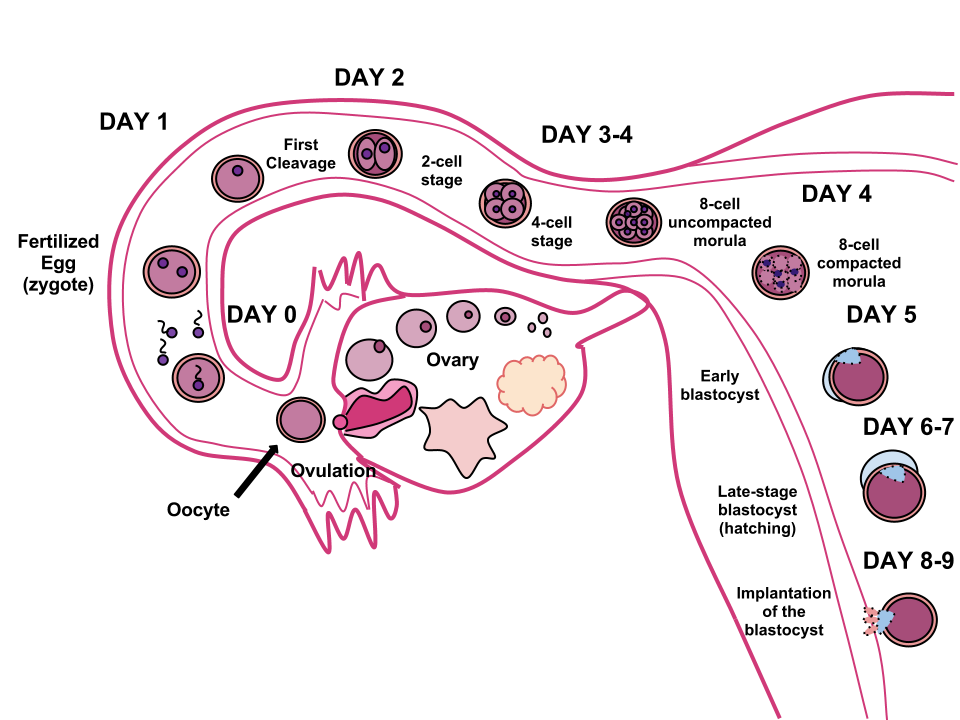
بارآوری در انسان‌ها. با به‌هم‌پیوستن اسپرم و تخمک از راه لقاح، یک کانسپتوس ایجاد می‌شود و در طول زمانی نزدیک به ۹ روز در دیوارهٔ رحم کِشت خواهد شد، که برای یک دورهٔ ۹ ماهه در آنجا خواهد ماند.

لانه‌گزینی یا کاشت (به انگلیسی: implantation)، در انسان، نخستین مرحلهٔ بسیار ابتدایی بارداری است که در آن کانسپتوس به دیوارهٔ رحم می‌پیوندد (ازاین پس جنین خوانده می‌شود). در این مرحله از پیشرفت دوران بارداری، جنین یک بلاستوسیست است. از راه این پیوستگی‌است که جنین می‌تواند مواد مغذی و اکسیژنی را که برای رشد خود به آن‌ها نیاز دارد از مادر دریافت کند.
در انسان، لانه‌گزینیِیک تخمک بارور شده به احتمال زیاد در حدود ۹ روز، و در نهایت بین ۶ و ۱۲ روز پس از تخمک‌گذاری رخ می‌دهد.

## شکست در کاشت
دو سوم از شکست یا عدم موفقیت در لانه‌گزینی به «پذیرش ناکافی رحم» و یک سوم دیگر به «مشکلات خود جنین» مربوط دانسته‌شده‌است.
پذیرش ناکافی رحم ممکن است توسط سیتوکین‌های غیرطبیعی و سیگنال‌های هورمونی و همچنین در اثر تغییرات وراژنتیک باعث شود.